# 諏訪孝二
諏訪 孝二（すわ こうじ、1929年11月9日 - 2015年5月8日）は、日本の元俳優、声優。早稲田大学政治経済学部中退。東京府北豊島郡日暮里町（現・東京都荒川区）で生まれる。

## 来歴
劇団薔薇座、劇団東芸、グループりんどう、同人舎プロダクション、河の会、テアトル・エコーなどに所属。
日暮里町にある老舗「羽二重団子」の店主の次男として生まれる。作家・吉村昭とは竹馬の友の仲で、東京初空襲の米軍機ノースアメリカンB-25を氏同様目撃、目撃当初は同じ双尾翼機の海軍の96陸攻かと思う。戦後、米軍資料などあたり、当時の東京府内の飛行ルートを分析し、町の上空を通過したのは、隊長機であるドーリットル機であるとした。早大在学中に谷中に住んでいた作曲家・元参議院議員のいずみたく（今泉隆雄）とともに演劇をしていた。
1959年10月、俳優・佐田豊の妻が経営していた美容院の美容師 坂田光代と結婚（佐田夫妻が仲人を務める）、埼玉県蕨市に新居を建て、美容院「チャーム」を開業。一男一女をもうける。1966年、長男の入学予定の新設校である中央東小学校が高圧線下に開校されることを知ると、反対運動に参加。マスコミ各社に働きかけ、ニュースにも取り上げられた。なかでも、“怒りの小金治”の異名がつく落語家・桂小金治司会の『アフタヌーンショー』（NET；現テレビ朝日）では、局アナ棟方宏一が取材に訪れ、「カラスも止まらぬ高圧線」として放送された。1968年4月、埼玉県草加市に転居し、俳優の杉田俊也、松村彦次郎らと「まつばら団地祭」の企画に参加、駅前広場の横断幕、ポスター、パンフレット、ビラなどを製作。また、草加市立栄小学校のPTA会長を1期務める。1970年、東京外郭環状道路の事業化がされると、沿道の土地収用、排気ガス、騒音問題の改善を求める住民運動にも参加。立て看板やビラ、陳情書の作成を行った。
1971年、『プレイガール』（東京12チャンネル）の横浜外国人墓地でのロケ中、崖から飛び降りる際に左膝下を負傷、陥没骨折となる。
1973年7月28日、外国映画の吹き替え（アテレコ）の再放送に関し、著作権法の適用を求めた声優（日本俳優連合）デモの際には、徹夜で看板を作成した。本件を契機に、芸団協（日本芸能実演家団体協議会・新橋）に所属し、久松保夫、大宮悌二らとともに著作権問題以外にも芸能人年金設立、入場税撤廃などにむけて活動した。その後、声帯ポリープを患ったことにより引退、一時竹田人形座の一員として全国の巡業に参加する。その後は寺の事務長などをしていた（川口密蔵院境内図など）。趣味の絵画から戦争の悲惨さを後世に伝え残すべく、自身の体験を元にB-25による東京初空襲、B-29による東京大空襲などの戦争画を荒川区に寄贈した（現在荒川区吉村昭記念文学館所蔵）。2005年7月30日、荒川区の招きで、吉村昭との対談「東京初空襲を語る」が収録された。吉村が点滴、カテーテルポートを自ら抜き自死を選んだのは、その丁度1年後の2006年7月30日夜であった。2008年7月、吉村昭3回忌の追善事業が日暮里サニーホールで開催され、吉村との幼い日の思い出と、空襲時の短編を朗読した。2014年12月、自転車運転中に転倒、頭部打撲により苑田第二病院（足立区竹の塚）に救急搬送される。退院が決まり、越谷市の老人施設に入所予定の前日の夜半、誤嚥性肺炎により急死。献体のため日本医科大学に搬送。

## 出演作品

### 映画
- 蟹工船（1953年 / 現代ぷろだくしょん・北星映画） - 雑夫長（諏訪孝介名義）国立映画アーカイブ (nfaj.go.jp)
- アナタハン島の眞相はこれだ!!（1953年 / 新大都映画） - 矢田水夫（同上）国立映画アーカイブ (nfaj.go.jp)
- 続春山彦（1954年 / 全国農村映画協会） - 橋本（同上）[4]

### テレビドラマ
- 事件記者 第11話「凶弾」（1958年 / NHK）
- 裁判（第14回）謎の32口径拳銃（1959年 / TBS）
- 恐怖の扉（1959年 / フジテレビ）
- ヒューマンオムニバスドラマ この空の下に 第14話「今日の夢去って」（1960年 / 日本テレビ）
- お笑い節ドラ 悲恋おかめ踊り（1960年 / フジテレビ）
- これが真実だ 第28話「原敬暗殺事件」（1960年 / フジテレビ）
- ナショナル劇場 赤いドレス（1960年 / 日本テレビ）
- 愛の疑惑（1961年 / フジテレビ）
- 東芝土曜劇場 愛の疑惑（1961年 / フジテレビ） - 白衣の男
- 伊賀の影丸（人形劇・ひとみ座）（1963年 - 1964年 / TBS）
- 江戸川乱歩シリーズ 明智小五郎 第12作「白髪鬼」（1970年 / 東京12チャンネル） - 寒川
- プレイガール（東京12チャンネル）
  - 第64話「女はギリギリで勝負する」（1970年）
  - 第116話「怪談 水晶屋敷の怨霊」（1971年）
  - 第125話「女一匹三千世界に家もなし」（1971年）

### テレビアニメ
- 鉄腕アトム (アニメ第1作)（1963年）
- 怪盗プライド（1965年） - ブロークン[9]
- ジャングル大帝（1965年） - サンディ
- ジャングル大帝 進めレオ!（1966年） - サンディ
- 黄金バット（1967年） - レオ博士
- 巨人の星（1969年）
- そばかすプッチー（1969年） - ネタロー
- 昆虫物語 みなしごハッチ（1970年）
- アニメンタリー決断（1971年） - ジャスパー・ホームズ大尉、原田義和、伊168将校、瑞鶴の参謀、小笠原兵団司令部将校[要出典]
- 科学忍者隊ガッチャマン（1972年） - 船長、通信員

### 吹き替え

#### 映画
- 噂の二人
- 麗しのサブリナ（エリザベスの父 / タイソン氏〈フランシス・X・ブッシュマン）
- SOSタイタニック（アーサー・G・ペウチェン〈ロバート・エアーズ〉）※NHK総合版
- 黄金の賞品（ブライアン・ハメル〈ナイジェル・パトリック〉）
- 火星人地球大襲撃（司祭）※NETテレビ版
- カトマンズの男
- 艦長ホレーショ（クリスタル〈モールトリー・ケルソーム〉）
- 恐怖のワニ人間（ジョイス・ウェブスター / ジェーン・マーヴィン〈ヴィバリー・ガーランド〉）※東京12チャンネル版
- 九月になれば ※TBS版
- 黒ばら（ウォルターの祖父）※東京12チャンネル版
- ザーレンからの脱出
- 史上最大の作戦（米第29歩兵師団副師団長付副官トム・ニュートン大佐〈エディ・アルバート〉）※NET版
- テーブル・ロックの決闘（クラーク、ブリンク、男）
- 謎の大陸アトランティス（外科医〈ベリー・クローガー〉）
- 盗まれた旅客機（ジョージ）
- 左きゝの拳銃（タンストール〈コリン・キース・ジョンストン〉）
- ヘルファイター ※フジテレビ版
- ララミーから来た男（ヴィック・ハンスボロ〈アーサー・ケネディ〉）※TBS版
- 633爆撃隊（フランク・アダムス〈マイケル・グッドリッフ〉）

#### ドラマ
- 奥さまは魔女 ※第37・202話
- 看護婦物語「悪魔の記憶」（院長〈フレッド・スチュワート〉）
- 昨日・今日・明日「ナポリのアデリーナ」（弁護士〈アゴスティーノ・サルヴィエッティ〉）※TBS版
- 原子力潜水艦シービュー号（カーリー・ジョーンズ兵曹長〈ヘンリー・カルキー〉）
- 拳銃無宿（J・ヌーナン〈ロバート・グリフィン〉）
- じゃじゃ馬億万長者
- スパイ大作戦
  - 売国奴を粛清せよ（保安要員、消防士、トラックを調べる看守）
  - 生贄（隊長）
  - ヒスイの印璽（守衛）
  - 両面陽動作戦（国境の警備兵）
  - 第三の町（保安官）
  - 鉄条網とリンチ（囚人）
  - 皆殺し波止場（ミスターC）
  - シンジケートから来た男（シンプソン、ルーレット係）
- タイムトンネル #3
- 逃亡者「砂漠の嵐の中で」（ヘインズ〈ウォーレン・オーツ〉）
- ピート・デュエル / 西部二人組（トゥーミー〈ケン・スコット〉、ベン・モリソン〈ポール・ケント〉）
- プリズナーNo.6 暗殺計画（No.158）
- ミステリー・ゾーン シーズン3 第16話「死神の訪れ」
- 陽気なライリー（チェスター・ライリー〈ウィリアム・ベンディックス>）

#### アニメ
- スカイホーク
- ねことクリスマス（店の店主〈マイケル・ゴーリン〉）

#### 人形劇
- 海底大戦争 スティングレイ
  - さあこい ドラゴン大王（カーター）
  - コロッコ共和国（アリカリ元帥、ワンマン大統領）
- サンダーバード 公爵夫人の危機（ガゼル・エレベータ音声）
- ジョー90 早射ち保安官
- スーパーカー
  - あぶら絵の謎（シュタインドルフ）※フジテレビ版
  - 映画騒動（ハーマン・グレデンスキー）※フジテレビ版

### ラジオドラマ
- クイズ午後三時 名作クイズ（1959年 / 文化放送）
- プリンススリラー劇場 二人の老人（1958年 / ラジオ東京）
- R1浪曲ドラマシリーズ（NHK東京）
  - 雷電（1961年）
  - 馬喰一代（1963年）